# Ulemosaurus
Ulemosaurus is een geslacht van uitgestorven therapsiden, ook wel aangeduid als zoogdierreptielen. Dit dier leefde in het gebied wat nu Rusland is in het Midden-Perm naast andere therapsiden zoals de andere dinocephaliër Titanophoneus en de anomodont Venyukovia. Ulemosaurus was een grote herbivoor die weinig middelen had om zich te verdedigen en leefde daarom vermoedelijk in kuddes. Het kan zijn dat de mannetjes net als bij hun verwant Tapinocephalus hun koppen tegen elkaar stootten voor vrouwtjes.

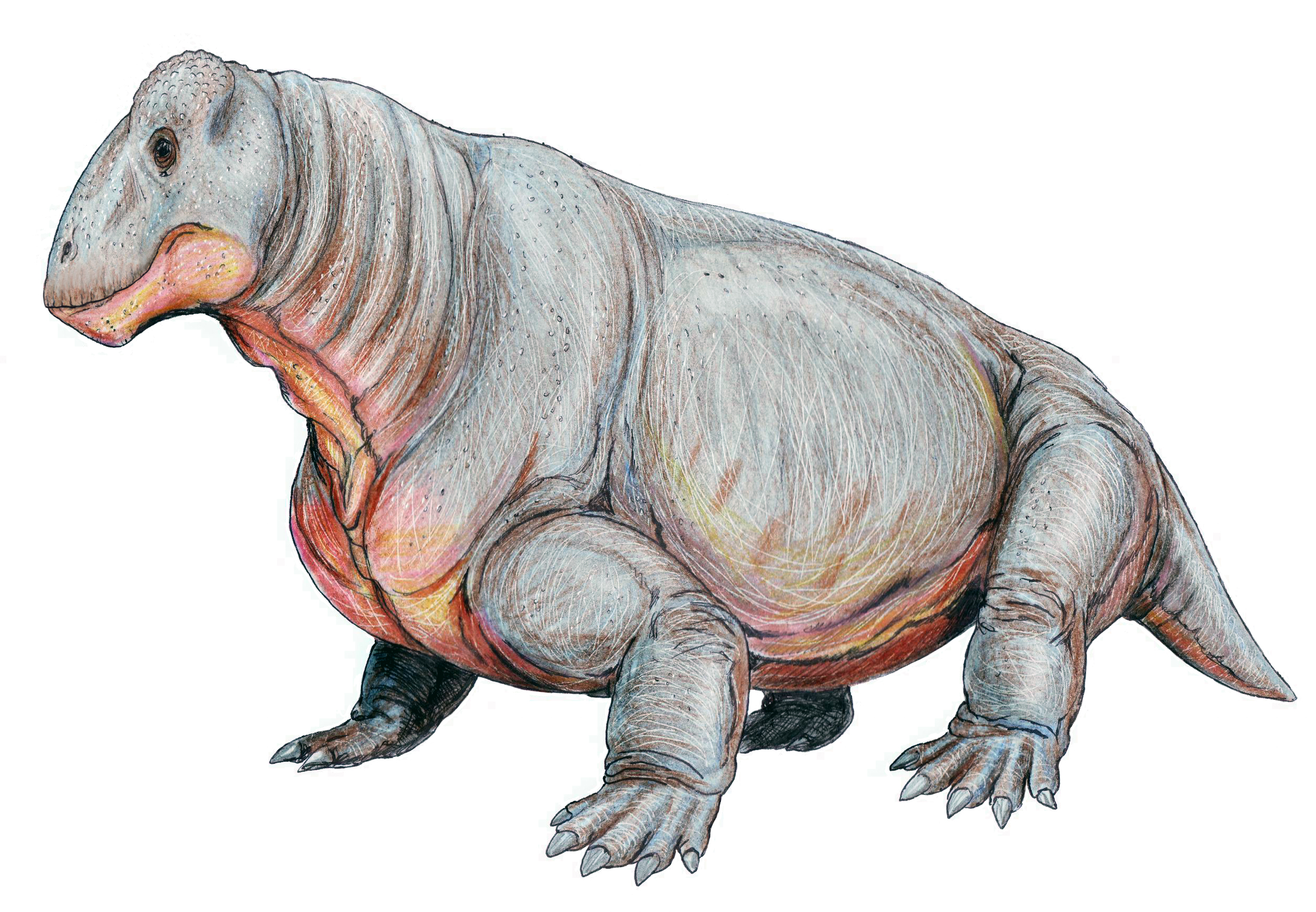
Ulemosaurus svijagensis.
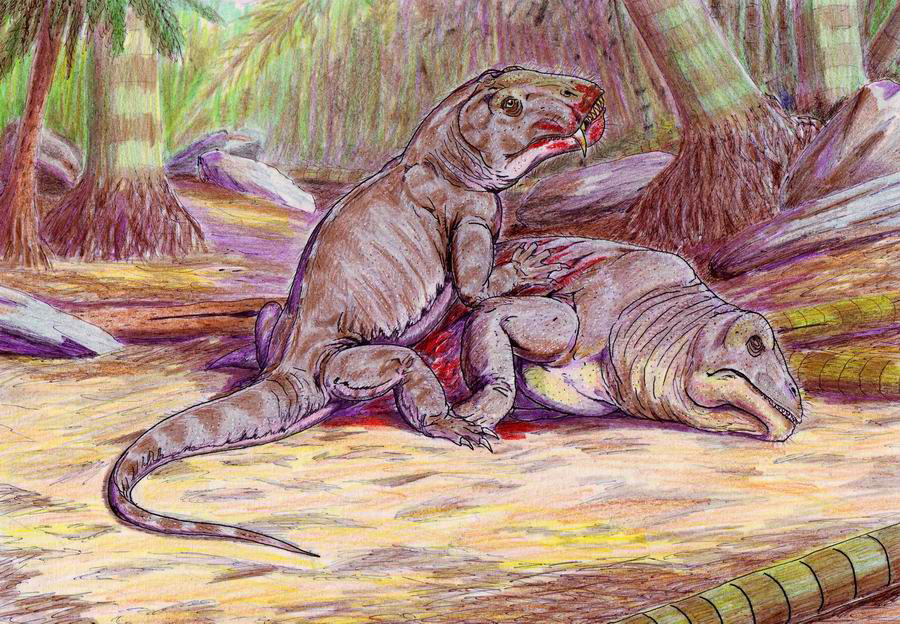
Een Titanophoneus etend van een dode Ulemosaurus.